# Damián Marino
Damián José Gabriel Marino (San Nicolás de los Arroyos, 19 de marzo de 1977-La Plata, 9 de diciembre de 2023) fue un químico argentino. Doctor en Ciencias Exactas de la Universidad Nacional de La Plata, docente, extensionista y pionero en la investigación en temáticas de contaminación ambiental, especializado en evaluar el impacto de la distribución de plaguicidas y fármacos veterinarios. Fue un referente a nivel nacional por su activa militancia y su compromiso por los derechos socioambientales de los pueblos.

## Formación
Hijo de Mirella del Lourdes Pactat y José Marino, Damián Marino realizó sus estudios secundarios en la Escuela Nacional de Educación Técnica ENET N°1 «General Savio» de San Nicolás de los Arroyos (Provincia de Buenos Aires), su ciudad natal, graduándose en 1995 de Técnico Químico. 
Realizó sus estudios de grado y posgrado en ciudad de La Plata, donde se radicó. Egresó en 2005 como Licenciado en Química (especialidad Química Orgánica) de la Facultad de Ciencias Exactas (UNLP), obteniendo en 2009 el grado de doctor en la misma Universidad. Su tesis se tituló «Estudio Teórico-Experimental sobre Respuestas Biológicas a Compuestos Orgánicos de Relevancia Ambiental», realizada bajo la dirección del químico Eduardo Castro, investigador del Instituto de Investigaciones Fisicoquímicas Teóricas y Aplicadas (INIFTA) y codirección de la reconocida investigadora Alicia "Nina" Ronco, a quién dedicó especialmente su trabajo. Realizó, también en el INIFTA, estudios de posgrado sobre Aplicación de la espectrometría de masas y modelos teóricos, con dirección de Eduardo Castro y codirección de Pedro Carriquiriborde.

## Investigación
Inició su carrera docente en la Facultad de Ciencias Exactas en 2003, desempeñándose como Profesor Asociado Ordinario del Departamento de Química de la Facultad de Ciencias Exactas de la UNLP, a cargo de materias de la Licenciatura en Química y Tecnología Ambiental.
Fue también investigador independiente en Conicet, con lugar de trabajo en el Centro de Investigaciones del Medioambiente, dedicándose allí al estudio de la contaminación derivada de las actividades agropecuarias en la Región Pampásica. 
Fue autor de numerosos trabajos científicos, reconocidos a nivel internacional, sobre el impacto de la distribución de plaguicidas, pesticidas y fármacos veterinarios.

## Compromiso con los pueblos fumigados
Marino definía su actividad como «trabajando de manera colectiva para que la ciencia acompañe a los pueblos». Relató en una entrevista el inicio de su acompañamiento en las luchas de los pueblos fumigados: 

 “Yo ya estaba a cargo del equipamiento de alta complejidad –recuerda– y un día una chica me tocó el timbre del laboratorio. En una mano tenía un bebé y en la otra una botellita de plástico. Me contó que vivía en un barrio de las afueras de La Plata donde había una cancha de fútbol, y que la querían fumigar para cultivar soja .Me siguió contando que las mamás habían salido a pelear porque en esa cancha jugaban sus hijos –continuó–, y que una aprovechó para sacarle una muestra del pico de una de las máquinas fumigadoras. Queremos saber qué es, me dijo. Yo, con toda la ortodoxia a cuestas, le expliqué que tenía que mandar un correo al instituto pidiendo el análisis, que después nosotros se lo íbamos a cotizar, y mientras le estoy diciendo todo esto me vi reflejado en sus ojos y me sentí un reverendo estúpido. La mirada de ella fue un espejo y ese fue mi clic. Le agarré la botella y le pedí que me esperara diez minutos en el bufet. Cuando se la devolví, le dije que tenía una mezcla espantosa de glifosato y clorimuron. Entonces me preguntó qué tenía que hacer. Le anoté en un papel mi nombre, mi correo, lo que tenía la muestra y la dirección del Defensor del Pueblo, para que fuera a hacer la denuncia. Ese papel escrito con lápiz se transformó en una ordenanza municipal, que reguló las fumigaciones en su barrio”.

Por sus investigaciones, su compromiso en la difusión de los resultados y el acompañamiento a las comunidades, Marino dejó una huella en la llamada "Ciencia Digna", movimiento creado por el médico Andrés Carrasco.

## Trabajo en territorio
Desarrolló numerosas actividades de extensión universitaria, siendo creador y director del Espacio Multidisciplinario de Interacción SocioAmbiental (EMISA), en el que egresados y estudiantes de la UNLP realizan investigaciones aplicadas, poniendo el eje en la comunidad.
Como uno de estas investigaciones, a pedido de la comunidad de la localidad de Monte Maíz (ubicada al sur de la provincia de Córdoba), Marino coordinó en 2015 un campamento sanitario para realizar un relevamiento epidemiológico del pueblo. Allí, junto al investigador Darío Andrinolo, realizaron muestras de distintas matrices ambientales, que fueron analizadas en laboratorio y puestas en contexto regulatorio. Los resultados fueron presentados a la comunidad en general y a las autoridades a fin de elaborar una ordenanza municipal que fue puesta en vigencia en noviembre de 2015, mejorando la calidad de vida de más de 8000 habitantes.
Junto al Espacio Multidisciplinario de Interacción Socio Ambiental (EMISA), entre noviembre de 2014 y abril de 2015 realizó un estudio publicado bajo el nombre de “Plaguicidas. Alimentos no declarados”. Allí analizó 60 muestras de frutas y verduras, encontrando que el 83 por ciento de los cítricos (naranjas y mandarinas) y de zanahorias contenía agrotóxicos. Ese mismo año el grupo de investigadores determinó que el cien por ciento de los algodones y gasas estériles comercializados en Argentina contenían glifosato o su derivado. Estos y otros estudios motivaron al Honorable Senado de la Nación, a convocar, en los términos del art. 71 de la Constitución Nacional, al  Ministro de Salud de la Nación para que brindase explicaciones sobre el riesgo que implica a la salud de la población la presencia de glifosato en elementos de uso cotidiano, así como sobre las políticas públicas para revertir la situación.
Varias de sus investigaciones fueron presentadas como pruebas en querellas por contaminación.

## Otras actividades profesionales
Marino desarrolló una intensa actividad en la formación de recursos humanos, tanto en investigación como en extensión. Fue miembro del Consejo Directivo del CIM. Desempeñó varias funciones en el Capítulo Argentino de la Society of Environmental Toxicology and Chemistry (SETAC): representante en el Consejo Directivo por Latinoamérica, Vicepresidente y Presidente. 
Fue miembro del comité editorial de la revista "Ciencia Digna".

## Fallecimiento
Su fallecimiento prematuro, causado por una dolencia cardíaca, se produjo en un contexto de angustia y preocupación por el futuro de sus investigaciones a causa de las políticas de recorte y desfinanciamiento del sector científico anunciadas días antes por el presidente electo de la República Argentina, el economista liberal Javier Milei, como expresó el propio Marino en su último posteo en Facebook, el 4 de diciembre de 2023:

 “Luego de estar hace 10 días mal y un fin de semana en cama, recién vengo de la guardia del sanatorio diagnostico: pico gigante de estrés!, hablando con la médica y cómo no voy a tener un pico de estrés? … tengo equipamiento comprado a un dólar oficial que va a llegar el 12 y no voy a poder retirar de la aduana por la devaluación que hará Milei, cuando ves caer los planes bianuales de proyectos a pedazos y lo peor y más conmovedor de todo cuando becarios y pasantes brillantes con los que uno trabaja vienen a preguntarte si sus becas continúan o cómo sigue su futuro, créanme que estoy muy indignado con quienes votaron a Milei con el andar se van a dar cuenta que arruinaron un país, que nunca el odio es buen consejero, y que los mas pobres son los que pagaran los caprichos de ese voto, nunca la casta…. ya que a a la vista esta la semejante fiesta de toma de poder que esta organizando y ni hablemos ya el viaje en avión privado a EEUU a cambio de regalar una embajada, vas a ser un numero en un excel, en un déficit que hay que reducir, nunca vas a ser un argentino con derechos de ascenso social con esta gente, lástima que el daño ya esta hecho!”

Su deceso fue muy lamentado tanto por la comunidad académica como por las organizaciones sociales ambientalistas. Varias personalidades del área realizaron semblanzas y cartas abiertas sobre Marino: científica Alicia Massarini, Damián Verzeñassi, Mercedes Méndez y Marcos Filardi, abogado especialista en Soberanía Alimentaria y Derechos Humanos.

## Distinciones
Premio Senasa 2014-2015, otorgado por Servicio nacional de Sanidad y Calidad Agroalimentaria (Senasa) y el Ministerio de Agricultura, ganadería, Pesca y Alimento, por el trabajo «Plaguicidas: un nuevo desafío social del Banco Alimentario».